# Bevolking van China
De bevolking van China bestaat uit 1410 miljoen personen (2023). De bevolking bestaat voor circa 92% uit Han-Chinezen en voor 8% uit minderheden. De Volksrepubliek China is de natie met de grootste bevolking, al is het verschil met nummer twee, India, bijzonder klein op basis van schattingen over 2024.

## Groei en stabilisatie

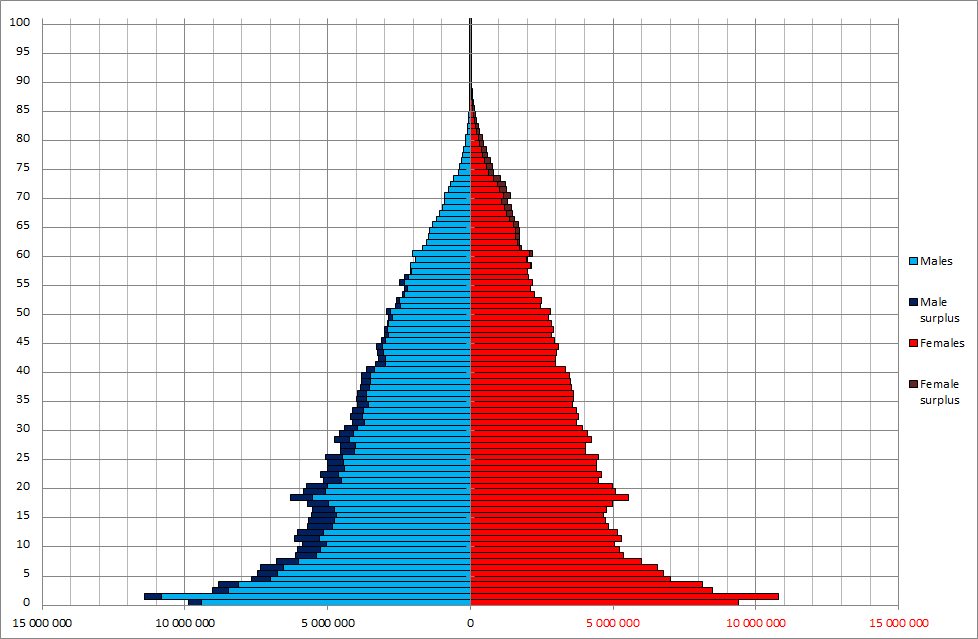
Bevolking naar geslacht en leeftijd per 30 juni 1953

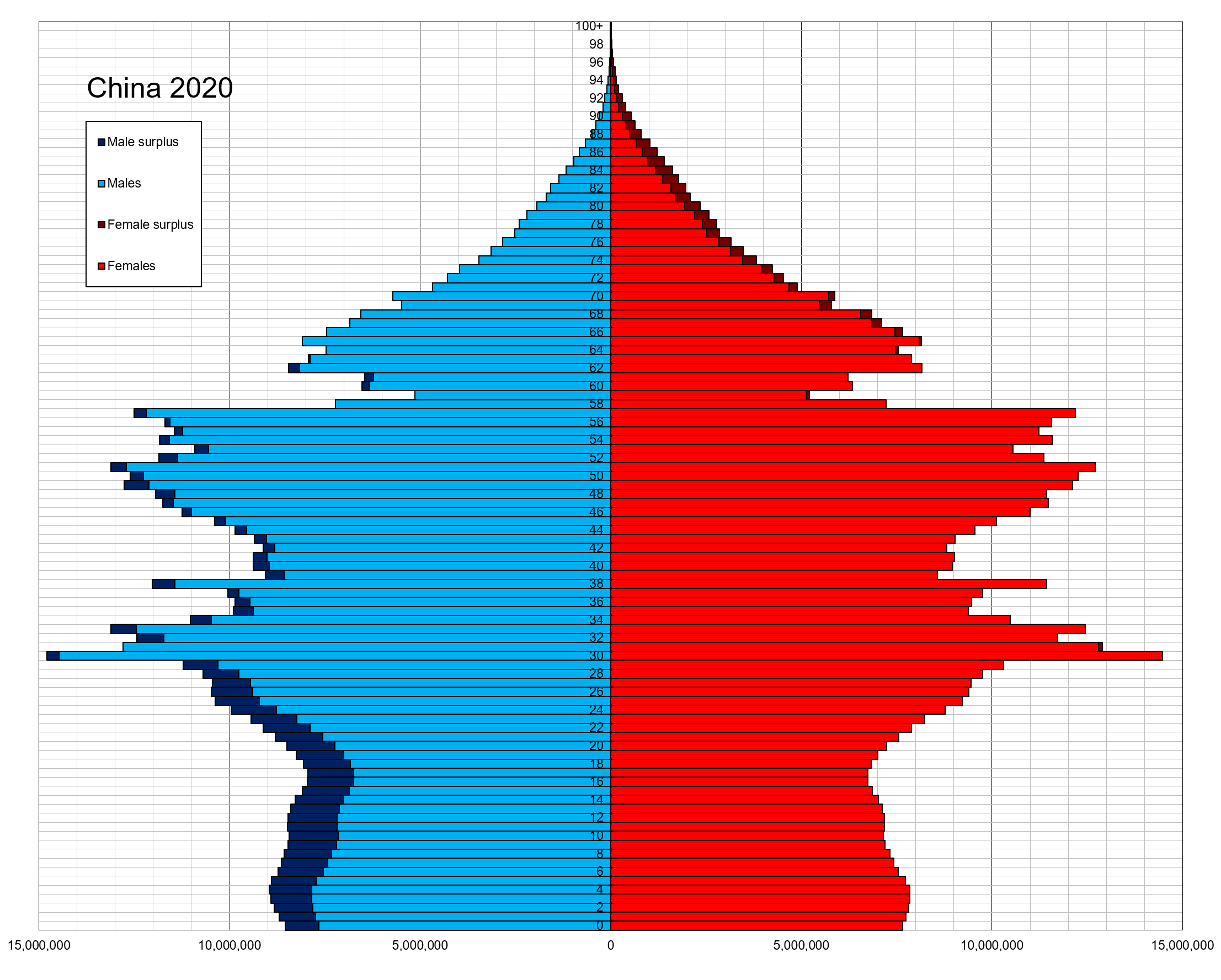
Idem in 2020

De totale bevolking is sinds 1950 ruimschoots verdubbeld. Van 1979 tot 2015 voerde het land een eenkindpolitiek om de bevolkingsgroei af te remmen. Het beleid heeft effect gehad. Het geboortecijfer lag in 1978 op 18,25 promille en dit was gedaald naar 17 in 1996 en in 2019 lag het op 10 per 1000. Het sterftecijfer in de periode 1978 en 2014 lag tussen de 6 en 7 promille waarmee het geboorteoverschot is gedaald van 12 promille naar 3 promille in 2019.
Door de groeivertraging die is opgetreden is de bevolkingspiramide sterk veranderd in de laatste decennia. In 1953 duidt de brede basis op een groot aantal kinderen, maar versmalt snel doordat dat veel mensen in latere leeftijdsklasse sterven. In 2010 is de vorm duidelijk gewijzigd, de smalle basis wijst op relatief weinig kinderen en jonge mensen, en weinig verandering in de bevolkingsgrootte tussen opeenvolgende leeftijdsgroepen. Er is weinig sterfte in de latere leeftijdsklassen.
Verder is in de piramide van 2010 is een opvallende terugval in het aantal inwoners te zien rond de leeftijd van 50 jaar. Tijdens de Grote Sprong Voorwaarts (1958-1961) werden veel mensen en middelen uit de landbouw naar de industrie gedirigeerd. De landbouwproductie daalde fors met een grote hongersnood en een hoge sterfte tot gevolg. De schattingen van het aantal Chinezen dat is omgekomen ligt tussen de 14 en 45 miljoen.
Opvallend is de relatief stabiele verhouding tussen jongens en meisjes, deze ligt rond de 51,5% voor jongens en 48,5% voor meisjes. Volgens de Verenigde Naties werden in China 120 jongens per 100 meisjes geboren in de periode 2005–2010. Het wereldgemiddelde ligt op 107 en China wijkt hierop duidelijk af. Er bestond al een voorkeur voor mannelijke nakomelingen, maar de eenkindpolitiek heeft die voorkeur versterkt. Verder is er een verbeterde toegang tot medische mogelijkheden om vroegtijdig het geslacht te bepalen. Uit onderzoek in 2008 bleek dat driekwart van de Chinezen voorstander zijn van het eenkindbeleid. Ze zijn voorstander omdat een snelle bevolkingsgroei kan leiden tot voedseltekorten en andere spanningen.
Volgens gegevens van China’s National Health and Family Planning Commission worden er per jaar zo’n 13 miljoen abortussen gepleegd. Met 1 abortus per 100 inwoners ligt dit ver boven het wereldgemiddelde, in de Verenigde Staten ligt deze ratio op 1 op 500. De Chinese cijfers kunnen nog te laag zijn omdat alleen ingrepen in officiële instellingen zijn meegenomen en niet abortussen in illegale klinieken die vooral op het platteland nog voorkomen. De grote schaal waarop abortussen voorkomen hangt samen met de eenkindpolitiek en een gebrek aan informatie over anticonceptie. De helft van de ingrepen vond plaats bij meisjes onder de 25 jaar, waarvan weer de meerderheid op universiteiten studeerden.
In 2015 is de eenkindpolitiek afgeschaft en in 2021 verder versoepeld. De maatregelen hielden verband met de steeds lagere groei van de Chinese bevolking. In 2021 is de bevolking van China voor het eerst gedaald.
Volgens het nationale bureau voor de statistiek telde China per ultimo 2022 zo'n 850.000 minder bewoners dan het jaar ervoor. Dit is vooral gekomen door de daling van het geboortecijfer. In 2021 werden 7,52 baby’s geboren per 1000 bewoners en in 2022 was dit nog maar 6,77, dit is het allerlaagste geboortecijfer sinds deze statistieken worden bijgehouden. In 2022 registreerde China het hoogste sterftecijfer sinds 1974, er gingen 7,37 mensen per duizend inwoners dood. Het is voor de eerste keer sinds 1961 dat China officieel erkent dat de bevolking is gekrompen.
Om het aantal geboorten op te schroeven is in juli 2025 een subsidieprogramma aangekondigd. Ouders krijgen jaarlijks 3600 yuan (ongeveer € 400) voor elk kind jonger dan drie jaar. De subsidieregeling gaat met terugwerkende kracht in per 1 januari 2025. In 2024 werden 9,54 miljoen geboorten geteld, een stijging van 0,5 miljoen ten opzichte van 2023 en dit was tegelijk de eerste stijging sinds 2017.

## Urbanisatie
In 1950 leefde het overgrote deel van de bevolking op het platteland en slechts 11% woonde in steden ofwel zo’n 60 miljoen mensen. In 1958 werd het registratiesysteem Hukou geïntroduceerd met het doel de trek naar de steden af te remmen. Onder deze regeling worden de mensen bij geboorte geregistreerd in de geboorteplaats. Hiermee wordt het recht op scholing, gezondheidszorg en eventuele subsidies vastgelegd. De burger kan hierop alleen aanspraak maken in de plaats waar hij geregistreerd staat. Bij verhuizing, zonder medewerking van de autoriteiten, naar een andere plaats dan is hij verstoten van deze rechten. Tussen 1965 en 1975 stagneerde de urbanisatie. Tijdens de Culturele Revolutie werd een deel van de sterk gegroeide stedelijk bevolking gedwongen naar het platteland te verhuizen. In 1995 bereikte het aantal plattelandsbewoners in aantallen een hoogtepunt, bijna 860 miljoen mensen leefden buiten de steden. Na 1995 zijn de steden gegroeid mede ten koste van het platteland. In 2011 is de urbanisatiegraad boven de 50% uitgekomen en in 2020 woonde 36% van de bevolking nog op het platteland. In 2022 en 2023 was sprake van een bescheiden daling van het aantal inwoners.
| Jaar | Totaal | Bevolking in steden | Urbanisatie- graad | Plattelands- bevolking | Aandeel plattelands- bevolking |
| ---- | ------ | ------------------- | ------------------ | ---------------------- | ------------------------------ |
| 1950 | 552,0  | 61,7                | 11,2%              | 490,3                  | 88,8%                          |
| 1955 | 614,7  | 82,9                | 13,5%              | 531,8                  | 86,5%                          |
| 1960 | 662,1  | 130,7               | 19,7%              | 531,3                  | 80,3%                          |
| 1965 | 725,4  | 130,5               | 18,0%              | 594,9                  | 82,0%                          |
| 1970 | 829,9  | 144,2               | 17,4%              | 685,7                  | 82,6%                          |
| 1975 | 924,2  | 160,3               | 17,3%              | 763,9                  | 82,7%                          |
| 1980 | 987,1  | 191,4               | 19,4%              | 795,7                  | 80,6%                          |
| 1985 | 1058,5 | 250,9               | 23,7%              | 807,6                  | 76,3%                          |
| 1990 | 1143,3 | 302,0               | 26,4%              | 841,4                  | 73,6%                          |
| 1995 | 1211,2 | 351,7               | 29,0%              | 859,5                  | 71,0%                          |
| 2000 | 1267,4 | 459,1               | 36,2%              | 808,4                  | 63,8%                          |
| 2005 | 1307,6 | 562,1               | 43,0%              | 745,4                  | 57,0%                          |
| 2010 | 1340,9 | 669,8               | 49,9%              | 671,1                  | 50,1%                          |
| 2015 | 1383,3 | 793,0               | 57,3%              | 590,2                  | 42,7%                          |
| 2020 | 1412,1 | 902,2               | 63,9%              | 509,9                  | 36,1%                          |
| 2021 | 1412,6 | 914,3               | 64,7%              | 498,4                  | 35,3%                          |
| 2022 | 1411,8 | 920,7               | 65,2%              | 491,0                  | 34,8%                          |
| 2023 | 1409,7 | 932,7               | 66,2%              | 477,0                  | 33,8%                          |

## Minderheden
De grootste minderheden zijn:
- Zhuang, een Tai-sprekende bevolkingsgroep, vooral in de provincie Guangxi;
- Oeigoeren, die hoofdzakelijk in Xinjiang wonen;
- Yi (Lolo), die op de grenzen van Sichuan en Yunnan leven;
- Tibetanen, die zich in Tibet en Qinghai hebben geconcentreerd;
- Miao (Hmong), die verspreid in de bergachtige gebieden van Zuid-China wonen;
- Mongolen, voornamelijk wonend in de Mongoolse steppen;
- Koreanen, die in Mantsjoerije wonen.

## Bevolkingsdichtheid

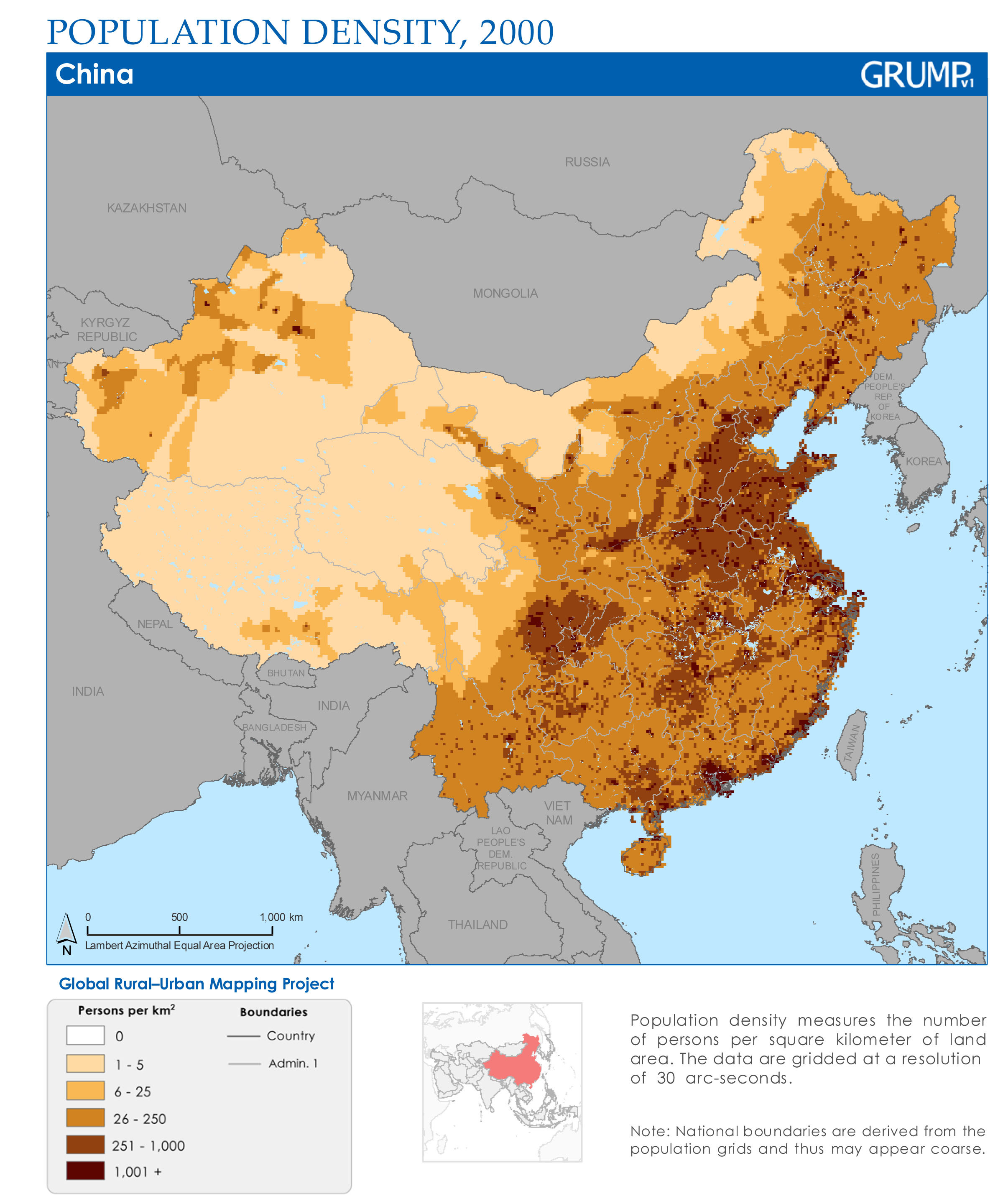
Bevolkingsdichtheid in het jaar 2000, de bevolkingsdichtheid is het hoogst aan de oostkust

De bevolkingsdichtheid is zo’n 140 personen per vierkante kilometer. De verdeling over het land is onevenwichtig, de meeste mensen wonen aan de oostkust en grote delen in het westen van het land zijn nauwelijks bevolkt (zie ook Heihe-Tengchonglijn). De Chinese provincie Guangdong in het zuidoosten heeft met 108 miljoen inwoners het hoogste inwoneraantal (2015). Qinghai in het westen  telt het minste aantal bewoners.

## Levensverwachting
De levensverwachting van de gemiddelde Chinees is ruimschoots verdubbeld sinds 1960. In 1960 lag deze verwachting nog op zo'n 36 jaar, maar vooral in het eerste decennium is een enorme verbetering opgetreden en kon in 1970 een gemiddelde leeftijd van ruim 60 jaar worden verwacht. Nadien is een verdere, maar meer gestage, stijging van de levensverwachting gerealiseerd en lag in 2016 iets boven de 75 jaar. Door deze voortdurend stijgende levensverwachting bleef de Chinese bevolking nog een tijd doorgroeien ondanks het dalen van het vruchtbaarheidsgetal onder de vervangingsratio van 2,1.
| Jaar | Man  | Vrouw | Beiden |
| ---- | ---- | ----- | ------ |
| 1960 | 35,1 | 37,6  | 36,3   |
| 1970 | 61,0 | 62,5  | 61,7   |
| 1980 | 64,4 | 66,7  | 65,5   |
| 1990 | 66,9 | 69,7  | 68,3   |
| 2000 | 70,1 | 73,5  | 71,7   |
| 2010 | 73,5 | 76,7  | 75,0   |
| 2019 | 74,7 | 80,5  | 77,4   |

Achang · Akha · Bai · Baima · Blang (Bulong) · Bonan · Buyi · Dai · Daur · De'ang · Dong · Dongxiang · Drung · Evenken · Gaoshan (Taiwanese aboriginals) · Gelao · Gin (Vietnamezen) · Han · Hani · Hlai (Li) · Hui · Jingpo · Jino · Kazachen · Kirgiezen · Koreanen · Lahu · Lhoba · Lisu · Mantsjoes · Maonan · Miao (Hmong) · Mongolen · Monpa (Menba) · Mulam (Mulao) · Nanai (Hezhe) · Naxi · Nu · Oeigoeren · Oezbeken · Oroqen · Pumi · Qiang · Russen · Salar · She · Sui · Tadzjieken · Tataren · Tibetanen (Zang) · Tu · Tujia · Wa (Va) · Yao · Yi · Yugur · Xibe · Zhuang